# Прозаизм
Прозаизм (от лат. prosa) — обозначение слов или словесных оборотов, применяемых в речи научной и деловой, или повседневной разговорной, но не допускаемых стилистическим «каноном» в языке поэзии и «выпадающих» из поэтического контекста.
Это слово, взятое из бытового, делового, научного языка, но которое нарушает общий характер речи данного художественного произведения и воспринимается в его тексте как чужеродное. Восприятие некоторых слов в поэтической речи изменяется с течением времени, с изменением общенационального языка, включающего в себя новые слова для обозначения новых понятий и явлений жизни, которые отражает художественная литература. То есть под прозаизмами обычно подразумеваются такие выражения в строе поэтического языка, которые взяты из языка разговорного или научного.
Так, например, во времена крепостного права некоторые слова и обороты народной речи, которые использовал в своих произведения А. С. Пушкин (например в его поэме «Руслан и Людмила»), казались придворному дворянскому обществу и литераторам из той же среды недопустимыми прозаизмами. Слово «прозаизм» Пушкин даже использовал в одной из строф отрывка «Октябрь уж наступил», в которой говорит о своём упоении осенью:
…Я снова жизни полн: таков мой организм

(Извольте мне простить ненужный прозаизм).